# Religiocentrisme
Le religiocentrisme, variante de l'ethnocentrisme, est un concept théologique défini par l'encyclopédiste Raymond Corsini (en) selon lequel une personne croyante considère sa religion plus importante ou supérieure aux autres religions. Une conception opposée est le relativisme religieux.
Le christianocentrisme, l’islamocentrisme ou le judéocentrisme sont des formes particulières de religiocentrisme. Ainsi, selon les musulmans, le Coran fait du christianisme et du judaïsme des traditions dont l'origine est authentique, mais dévoyée ensuite par l'altération des textes.